# 相州仲原
「相州仲原」（そうしゅうなかはら）は、葛飾北斎の名所浮世絵揃物『冨嶽三十六景』全46図中の1図。落款は「前北斎為一筆」とある。

## 概要
本作品は画題に拠れば相模国仲原（現代の神奈川県平塚市中原）近辺からの景観を描いている。渋田川と思われるゆるやかな流れの川に架けられた橋を渡る赤子をおぶった農婦や、全国行脚中と思われる六十六部、西村屋与八の印が入った風呂敷包みを背負い、富士山に目を奪われる男、行商と思われる天秤棒を担いだ男、巡礼に向かう親子、川に入って貝を採取する漁師など様々な人物の往来を描き、中央には鎮座する不動明王の石像を反対向きに描いている。
仲原は富士景観に知られた名所でもなく、画面の中の材料から具体的な場所を特定するには至っておらず、不明な点が多い作品となっている。仲原近辺には大山という霊山として信仰を集めていた山があり、富士山の手前に描かれた小高い山がそれを表しており、当時富士講と比肩して流行した大山詣りの途中を描いたのではないかとする説が有力となっているが、はっきりとしたことは判っていない。本作品が大山詣りの様子を記したものであるのなら、6月27日から7月17日の例祭の時期を描いたものと推測される。
また別の説としては脇往還の中原街道にあった宿場町のひとつである中原宿近辺からの景観を描いたもので、富士山手前の山は丹沢山地であるとする解釈もあり、東京都墨田区のすみだ北斎美術館ではこちらの説を採用し、解説を加えている。